# Ghatboral, Homnabad
Ghatboral là một làng thuộc tehsil Homnabad, huyện Bidar, bang Karnataka, Ấn Độ.